# Yáhuar Huácac
Yáhuar Huácac o Yáhuar Huaca (en quechua: Yawar Waqaq, "el que llora sangre"), de nacimiento Tito Cusi Hualpa, fue el séptimo gobernante del Curacazgo del Cuzco y segundo registrado en llevar el título de Sapa Inca.
Fue secuestrado por los ayarmacas cuando era niño. Durante su cautiverio, el gobernante ayarmaco ordenó su ejecución. Pero el gobernador ayarmaco se compadeció de él. Un año más tarde fue liberado y gobernó por poco tiempo.

## Biografía

### Origen

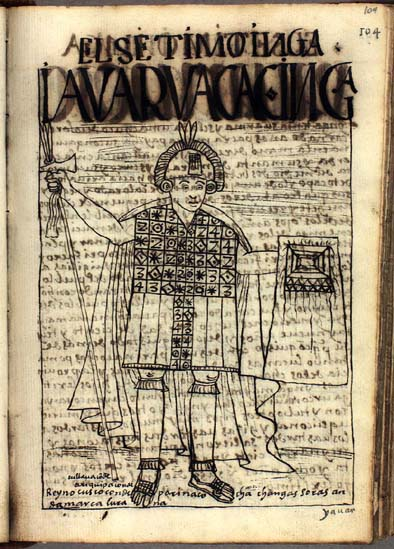
El séptimo Inca: Yáhuar Huácac; dibujo de Felipe Guamán Poma de Ayala en Nueva crónica y buen gobierno (1615).

Inca Roca tomó como esposa principal a Mama Micay, ambos engendraron a Tito Cusi Hualpa quién más tarde pasaría a ser llamado Yáhuar Huácac. Mama Micay, que pertenecía a la etnia de Huallacanes, fue ofrecida al Tocay Cápac, sinchi de los Ayarmacas, pero luego cambiaron de parecer y se la entregaron a Inca Roca. El Tocay Cápac lo consideró una afrenta y logró secuestrar al hijo menor del Inca en complicidad con los Huallacanes. Aunque Tocay Cápac planeó su ejecución, según la leyenda el auqui empezó a llorar sangre, lo que asustó a sus captores. Tras ser rescatado, pasó a ser conocido como Yáhuar Huácac, "el que llora sangre".
Vuelto al Cuzco correinó al lado de su padre, saldándose las enemistades debido al matrimonio del príncipe con Mama Chicya, hija de Tomay Cápac, el cual, a su vez, desposó a Curi Ocllo, pariente de Yáhuar Huácac.

### Gobierno y Muerte
Reprimió las rebeliones curacas de Muyna y Pitohua, ganando después ciertas tierras a los Condesuyos.
Siguiendo el ejemplo de su padre, Yáhuar Huácac unió a su gobierno al segundo hijo de la Coya llamado Pahuac Gualpa Mayta, pero el príncipe murió poco después, víctima de las intrigas de una mujer del Sapa Inca que deseaba ver a su propio hijo de corregente.
Yáhuar Huácac planeó una expedición para la conquista del Collao, pero los condesuyus se rebelaron y esta expedición se frustró. Los condesuyus se rebelaron al ver que los incas, conquistando a los pueblos del Collao, iban a incrementar su poderío, de esa manera planearon una emboscada durante una fiesta en la que el Sapa Inca estaba ebrio. De esa manera los condesuyus mataron al Inca Yáhuar Huácac, y estuvieron a punto de saquear al Cuzco pero una tormenta lo impidió. Yáhuar Huácac murió sin elegir a su sucesor.
Tiempo después los orejones se reunieron y después de varias discusiones escogieron como nuevo gobernante a Hatun Túpac, que luego tomaría el nombre de Huiracocha Inca. Los chancas aprovecharon la crisis en el Cuzco para tomar nuevamente Andahuaylas.
Sus descendientes conformaron la panaca Aucaylli Panaca.

## Descendencia
De acuerdo con el cronista español Pedro Sarmiento de Gamboa, Yáhuar Huácac tuvo con Mama Chicya a:
- Paucur Ayllu, su primogénito.
- Pahuac Hualpa Mayta, nombrado sucesor, de acuerdo con la tradición inca según la cual el sucesor no era el primogénito, sino el más apto.
- Huiracocha Inca, quien lo sucedió, tras la muerte de su hermano.

## Controversia
El conquistador y cronista español Pedro Cieza de León coloca entre Inca Roca y Huiracocha Inca a Inca Yupanqui en lugar de Yáhuar Huácac. Este gobernante, de acuerdo a Cieza de León, sofocó una rebelión de pobladores del Condesuyo (actual Arequipa).
La defensa del Cuzco durante la guerra chanca-inca, tradicionalmente atribuida al príncipe Cusi Yupanqui (futuro Pachacútec) tras el abandono de la capital por Huiracocha Inca, en ocasiones es atribuida a Huiracocha Inca siendo Yáhuar Huácac quien abandonó el Cuzco. Entre los autores de esta versión se encuentran Inca Garcilaso de la Vega y Bernabé Cobo.

## Eponimia
- Paryphostomum huaccaci, especie de platelminto parásito de Cathartes aura.[12]